# Ahmaad Rorie
Ahmaad Rorie, né le 15 septembre 1995, à Tacoma, dans l'État de Washington est un joueur professionnel américain de basket-ball. Il évolue au poste de meneur.

## Biographie

### Carrière universitaire
Entre 2014 et 2015, il joue pour les Ducks à l'université de l'Oregon, equipe qui évolue dans la Pacific-12 Conference.
Entre 2016 et 2019, il joue pour les Grizzlies à l'université du Montana, terminant à deux reprises dans le premier cinq de la All-Big Sky (Big Sky Conference), en 2018 et 2019.

### Carrière professionnelle

#### Keravnós Strovólou (2019-2021)
Le 20 juin 2019, lors de la draft 2019 de la NBA, automatiquement éligible, il n'est pas sélectionné.
Le 23 juillet 2019, il signe son premier contrat professionnel en Chypre, au Keravnós Strovólou.
Le 6 mai 2020, il prolonge son contrat avec le club chypriote.

#### Élan Chalon (juil. - nov. 2021)
Le 23 juillet 2021, il signe pour l'Élan Chalon, club français de deuxième division.
Le 26 novembre 2021, il est libéré de son contrat par le club français, décevant offensivement.

## Statistiques

### Universitaires
Les statistiques d'Ahmaad Rorie en matchs universitaires sont les suivantes :
| Saison    | Équipe   | Matchs | Titul. | Min./m | % Tir | % 3pts | % LF | Rbds/m. | Pass/m. | Int/m. | Ctr/m. | Pts/m. |
| --------- | -------- | ------ | ------ | ------ | ----- | ------ | ---- | ------- | ------- | ------ | ------ | ------ |
| 2014-2015 | Oregon   | 36     | 15     | 18,8   | 41,6  | 33,3   | 74,4 | 2,19    | 1,83    | 0,17   | 0,11   | 4,14   |
| 2015-2016 | N/A      | -      | -      | -      | -     | -      | -    | -       | -       | -      | -      | -      |
| 2016-2017 | Montana  | 31     | 29     | 32,5   | 44,9  | 38,4   | 83,3 | 3,52    | 3,13    | 0,84   | 0,23   | 17,65  |
| 2017-2018 | Montana  | 34     | 34     | 35,8   | 42,2  | 33,9   | 85,0 | 3,91    | 3,68    | 1,24   | 0,15   | 17,18  |
| 2018-2019 | Montana  | 35     | 35     | 34,7   | 46,4  | 35,6   | 80,9 | 4,17    | 4,06    | 0,97   | 0,06   | 14,89  |
| Carrière  | Carrière | 136    | 113    | 30,3   | 44,1  | 35,7   | 82,4 | 3,43    | 3,16    | 0,79   | 0,13   | 13,24  |

## Palmarès

### En club
- Coupe de Chypre : 2020
- Finaliste du Championnat de Chypre : 2021
- Finaliste de la Coupe de Chypre : 2021

### Distinctions personnelles
- Participation au All-Star de la ligue chypriote : 2019
- Deux fois dans le premier cinq de la All-Big Sky (Big Sky Conference) : 2018, 2019
- Meilleur joueur du tournoi de la  Big Sky : 2019
- Dexuième cinq de All-Big Sky : 2017